# Semjon Kuzmič Cvigun
Semjon Kuzmič Cvigun (rusky Семён Кузьмич Цвигун, ukrajinsky Семен Кузьмич Цвігун; 28. září 1917 Stratijivka – 19. ledna 1982 Moskva) byl ukrajinský sovětský armádní generál, politik, vysoký funkcionář Výboru státní bezpečnosti (KGB) a také rusky píšící spisovatel a scenárista.

## Život
Narodil se v ukrajinské vesnici Stratijivka v Olgopolském újezdu (nyní Čečelnycký rajón Vinnycké oblasti) v rolnické rodině. Roku 1937 ukončil studium historie na Pedagogickém institutu v Oděse. V letech 1937–1939 působil jako učitel a ředitel střední školy. Od roku 1939 pracoval v orgánech Lidového komisariátu vnitřních záležitostí NKVD (Народный комиссариат внутренних дел). Roku 1940 se stal členem Komunistické strany sovětského svazu. Během Velké vlastenecké války bojoval na šesti frontech (Jihozápadním, Jižním, Severokavkazském, Stalingradském, Donském a Západním) a také v partyzánských jednotkách.
Roku 1945 byl pověřen prací na Ministerstvu státní bezpečnosti Moldavské SSR a v letech 1951–1953 zde působil jako náměstek ministra. Roku 1953 se stal náměstkem moldavského ministra vnitra a náměstkem předsedy moldavské KGB (Комитет государственной безопасности). Od roku 1955 působil v KGB Tádžické SSR, nejprve jako první náměstek a od roku 1957 jako předseda. Roku 1963 byl jmenován předsedou KGB Ázerbájdžánské SSR a roku 1967 prvním náměstkem předsednictva KGB Sovětského svazu. Jako takový dohlížel na třetí (vojenská kontrarozvědka) a pátou (ochrana ústavního pořádku, tj.boj s ideologickou diverzí) správu KGB. Roku 1971 se stal kandidátem a roku 1981 členem ÚV KSSS. Roku 1978 byl jmenován armádním generálem.
Ke konci života Cvigun onemocněl rakovinou plic. Podle oficiální sovětské verze se proto 19. ledna roku 1982 zastřelil. Byl pohřben v Moskvě na Novoděvičím hřbitově. Jeho sebevražda stále vyvolává různé otázky, hovoří se dokonce i o vraždě.
Na jeho úspěšnou politickou kariéru měla zřejmě vliv jeho spolupráce s Leonidem Iljičem Brežněvem v době, kdy byl Brežněv prvním tajemníkem ÚV KS Moldavska. Často se také tvrdí, že byl ženat se sestrou Brežněvovy manželky, tato skutečnost však není potvrzena. Uvádí se dokonce, že jeho manželka byla Brežněvovou milenkou..
Je nositelem několika vysokých sovětských i zahraničních státních vyznamenání a mnoha čestných medailí. Mezi nejvýznamnější patří:
- dvakrát Leninův řád,
- Zlatá hvězda hrdiny socialistické práce,
- Řád Říjnové revoluce,
- dvakrát Řád rudé hvězdy,
- Prémie Leninského komsomolu a Státní cena RSFSR bratrů Vasiljevových za filmové scénáře,
- Řád Polonia Restituta (Polsko),
- Řád Za zásluhy o lid a vlast (NDR).

## Cvigun jako spisovatel a scenárista
Cvigun se též věnoval literární tvorbě a vydal několik knih o práci sovětských rozvědčíků a o boji partyzánů během Velké vlastenecké války. Filmové scénáře psal pod pseudonymem Semjon Dněprov a pod pseudonymem generálplukovník S. K. Mišin byl poradcem tvůrců sovětského televizního seriálu Sedmnáct zastavení jara.

### Knihy
- Бдительность – наше оружие (1962, Bdělost – naše zbraň).
- Невидимый фронт (1966, Neviditelná fronta).
- Мы вернемся (1971, My se vrátíme), dokumentární román z Velké vlastenecké války, jehož hlavním hrdinou je major Mlynskij, pracovník sovětské Bezpečnosti, který se v prvních dnech války ocitl se svým oddílem za frontou nepřítele a po marných pokusech probít se ke svým přešel na partyzánský způsob boje a vytvořil si vlastní výzvědnou síť o fašistických jednotkách.
- Тайный фронт (1973, Tajná fronta), kniha o boji sovětské Bezpečnosti s nepřátelskými výzvědnými službami, které používají stále nové formy a metody špionáže a ideologické diverze.
- Возмездие (1981, Odplata), knižní vydání autorových filmových scénářů.
- Ураган (1982, Uragán), pokračování románu My se vrátíme.

### Filmové scénáře
- Фронт без флангов (1974, My se vrátíme), ruský sovětský film, režie Igor Gostěv, v hlavní roli majora Mlynského Vjačeslav Tichonov, první díl filmové trilogie o partyzánech a vojenské zpravodajské službě.
- Фронт за линией фронта (1977, Fronta v týlu), druhý díl filmové trilogie režiséra Igora Gostěva odehrávající se na přelomu let 1943–1944.
- Фронт в тылу врага (1981, V týlu nepřítele), závěrečný díl filmové trilogie režiséra Igora Gostěva odehrávající se v letech 1944–1945.

## Česká vydání
- Tajná fronta, Horizont, Praha 1978, přeložil Libor Dvořák.
- My se vrátíme, Albatros, Praha 1980, přeložil Libor Dvořák, znovu Naše vojsko, Praha 1981.

### Externí doakzy
- Seznam děl v Souborném katalogu ČR, jejichž autorem nebo tématem je Semjon Kuzmič Cvigun
- (rusky) Цвигун Семен Кузьмич
- (rusky) ЦВИГУН Семен Кузьмич
- (rusky) Семен Цвигун - Военная Литература
- Semjon Kuzmič Cvigun v Databázi knih